# Arcadius Berglund
Arcadius Berglund, född den 12 januari 1837 i Helsingborg, död den 6 december 1915 i Stockholm, var en svensk militär och skriftställare.
Berglund blev 1859 underlöjtnant vid Ingenjörskåren (från 1867 benämnd Fortifikationen), där han 1864 blev löjtnant, 1869 kapten, 1884 major och 1891 överstelöjtnant. År 1895 erhöll han avsked från sin statliga tjänst, varefter han utnämndes till överste i armén. Han avgick 1910 ur krigstjänsten. Åren 1868–1884 var han lärare i befästningskonst vid Krigshögskolan (efter delningen 1878 vid Artilleri- och ingenjörhögskolan) och 1868 till 1892 lärare i beskrivande geometri vid samma läroverk. Berglund kom att bli en framstående militärskriftställare och författade ett stort antal handlingar och uppsatser som huvudsakligen behandlande krigsbyggnadskonsten. Dessa publicerades i bland annat Tidskrift i fortifikation, vars utgivare han var från tidskriftens början (1878) till 1896, Kungliga Krigsvetenskapsakademiens handlingar och tidskrift samt Artilleritidskrift. Förutom detta utgav han Öfversigt af fästningsbyggnadskonstens utveckling samt af några europeiska staters fästningssystem 1883 och författade ett avsnitt i Minnesblad ur Mariebergs historia 1818–1884 (1886). Han redigerade även andra upplagan av Uppfinningarnas bok (1898–1907). Han var 1869–1900 ledamot av Krigsvetenskapsakademien. Han blev riddare av Svärdsorden 1879 och riddare av Nordstjärneorden 1891. Arcadius Berglund är begraven på Norra begravningsplatsen utanför Stockholm.